# 플로리스 (프로게이머)
플로리스(본명: 성연준, 1998년 7월 6일 ~ )는 대한민국의 리그 오브 레전드 프로게이머로 아이디는 Flawless이다. 포지션은 정글이다. 현재 버닝 코어 소속이다.

## 선수 생활
2015년 7월 28일, 스베누 코리아에 입단하면서 프로 커리어를 시작했다. 2016 스프링 승강전에서 출전했으며 팀의 잔류에 기여했다. 
2016 스프링 시즌에는 팀이 부진한 와중에 분전하는 모습을 보여주었다. 하지만 팀은 스프링 시즌 종료 후 2부리그로 강등당했다. 서머 시즌 팀에 잔류했으며 좋은 모습을 보여주면서 팀의 승강전 진출에 기여했다. 하지만 팀은 승격에 실패했다.
2017시즌을 앞두고 I May에 입단했다. 스프링 시즌에서는 용병 슬롯 문제로 인해 많은 경기를 출전하지 못했다. 서머 시즌에서도 마찬가지 상황이 지속되면서 경기에 많이 출전하지 못했다.
2018시즌을 앞두고 로그 워리어스에 입단했다. 스프링 시즌 팀의 주전으로 활약하면서 좋은 모습을 보여주며 팀의 3위에 기여했다. 서머 시즌에서도 좋은 기세를 이어나갔으며 팀의 포스트시즌 진출에 기여했다. 리프트 라이벌즈 2018에 참가했으며 LPL의 우승에 기여했다.
2019시즌을 앞두고 징동 게이밍에 입단했다. 스프링 시즌 좋은 모습을 보여주면서 팀의 준우승에 기여했다. 서머 시즌에서는 팀에 카나비가 영입되면서 주전 경쟁을 하게 되었다. 리프트 라이벌즈 2019에 참가해 LPL의 준우승에 일조했다. 하지만 서머 시즌에서는 좋지 못한 모습을 보여주면서 카나비에게 주전 자리를 내주었다.
2020시즌을 앞두고 APK 프린스에 입단했다. 스프링 시즌 팀의 주전 정글러로 활동했다. 서머 시즌에서는 좋지 못한 팀의 모습과 함께 좋지 못한 모습을 보여주었다. 서머 시즌 중반부터는 쿠마가 주전으로 나서며 서브 선수로 활동했다.
2021시즌을 앞두고 Gen.G에 입단했다. 스프링 시즌 서브 선수로 활동하면서 간간히 출전했다. 서머 시즌에서는 출전을 하지 못했다. 서머 7주차를 앞두고 2군으로 샌드다운되었다. 2군에서는 압도적인 경기력을 보여주었다. 2021시즌 종료 후 팀에서 퇴단했다.
2022시즌을 앞두고 버닝 코어에 입단하면서 LJL로 활동 무대를 옮겼다.

## 소속팀
| # | 팀명          | 소속 기간             | 소속 리그 | 비고 |
| - | ------------- | --------------------- | --------- | ---- |
| 1 | 스베누 코리아 | 2015.07.28~2016.10.07 | LCK CK    |      |
| 2 | I May         | 2016.12.18~2017.12.18 | LPL       |      |
| 3 | 로그 워리어스 | 2017.12.19~2018.11.20 | LPL       |      |
| 4 | 징동 게이밍   | 2018.12.16~2019.11.08 | LPL       |      |
| 5 | APK 프린스    | 2019.12.12~2020.11.16 | LCK       |      |
| 6 | Gen.G         | 2020.11.30~2021.11.16 | LCK       |      |
| 7 | 버닝 코어     | 2021.11.28~           | LJL       |      |

## 수상 내역
- 리그 오브 레전드 챌린저스 코리아 서머 2016 준우승
- 리프트 라이벌즈 2018 우승
- 리그 오브 레전드 프로리그 스프링 2019 준우승
- 리프트 라이벌즈 2019 준우승
- 리그 오브 레전드 챔피언스 코리아 스프링 2021 준우승